# Elyria (Ohio)
Elyria er en amerikansk by og administrativt centrum i det amerikanske county Lorain County, i staten Ohio. I 2000 havde byen et indbyggertal på 55.953.

## Ekstern henvisning
- Elyrias hjemmeside Arkiveret 17. august 2020 hos  Wayback Machine (engelsk)

- Wikimedia Commons har flere filer relateret til Elyria (Ohio)

41°22′24″N 82°06′06″V / 41.3733°N 82.1017°V